# Aeridoglottis
× Aeridoglottis, (abreviado Aegts) en el comercio, es un híbrido intergenérico entre los géneros de orquídeas Aerides × Trichoglottis. Fue publicado en Orchid Rev. 100(1183): 8 (1992).